# 5261 Eureka
5261 Eureka eller 1990 MB upptäcktes vid Palomarobservatoriet den 20 juni 1990 av de båda astronomerna David H. Levy och Henry E. Holt
och kom att bli den första kända trojanska asteroiden till planeten Mars. Den följer Mars vid lagrangepunkt L5 på ett avstånd av bara 0,3 AU under varje varv.
Det infraröda spektrumet för 5261 Eureka är typiskt för asteroider av spektralklass A, men det visuella spektrumet är inte lika uppenbart. Denna typ av asteroider brukar ha ett måttligt albedo. Asteroiden är placerad djupt inne i lagrangepunkten, vilket antyder att den har funnits där under det mesta av solsystemets historia.[källa behövs]
Namnet kommer från ett grekiskt uttryck heureka för glädje efter att ha gjort en upptäckt.

## Trojan
Numerisk analys över en lång tid visar att omloppsbanan är stabil. Kimmo A. Innanen och Seppo Mikkola visar att "i motsats till vad man kan ana så finns det empiriska bevis för stabilitet runt punkterna L4 och L5 för alla jordlika planeter över en tidsram på över flera miljoner år."
Sedan upptäckten av 5261 Eureka har MPC erkänt ytterligare tre andra asteroider som Mars-trojaner: 1999 UJ7 vid L4 , 1998 VF31 och 2007 NS2 vid L5.
Åtminstone sex andra asteroider har upptäckts och är nära en 1:1 banresonans med Mars, men har inte fångats in i någon av lagrangepunkterna. Dessa är: 2001 FR127, 2001 FG24, 2001 DH47, 1999 ND43, 1998 QH56 och 1998 SD4.